# Sběř
Sběř település Csehországban, a Jičíni járásban. Sběř Vinary, Smidary, Kozojedy, Volanice, Žlunice és Vysoké Veselí településekkel határos. Lakosainak száma 329 fő (2024. január 1.).

## Népesség
A település lakosságának változását az alábbi diagram mutatja:
| Lakosok száma | 1091 | 1038 | 946  | 577  | 353  | 246  | 253  | 307  | 316  | 329  |
|               | 1869 | 1890 | 1921 | 1950 | 1980 | 2001 | 2017 | 2019 | 2022 | 2024 |